# He Bled Neon
He Bled Neon — предстоящий американский экшн-триллер режиссёра Дрю Кирша. Главные роли исполнили Джо Коул, Рита Ора, Маршон Линч и Джек О’Коннел.

## Сюжет
Итан отправляется в Лас-Вегас на похороны брата и погружается в преступный мир.

## В ролях
- Джо Коул — Итан
- Рита Ора
- Маршон Линч
- Джек О’Коннелл
- Исмаэль Круз Кордова
- Пол Уэсли
- Джош Холлоуэй

## Производство
Фильм снят компанией XYZ Films. Режиссёром стал Дрю Кирш, музыку к фильму написал музыкант Zhu в сотрудничестве с Джозефом Трапанезе.
В актерский состав вошли Джо Коул в роли Итана, Рита Ора, Маршоун Линч и Джек О’Коннелл, а также Исмаэль Крус Кордова, Пол Уэсли и Джош Холлоуэй.
Основные съёмки прошли в Нью-Мексико в сентябре 2024 года и были завершены в следующем месяце.